# Carazo (departamento)
Carazo é um departamento da Nicarágua, situado na costa do Oceano Pacífico, sua capital é a cidade de Jinotepe.
O departamento apresenta duas regiões distintas: a costeira quente e pouco habitada, sem portos naturais; e o interior com um planalto pouco elevado, de clima agradável e boas culturas agrícolas. 
As principais cidades são Jinotepe e Diriamba.

## Municípios
1. Diriamba
2. Dolores
3. Rosário
4. Jinotepe
5. La Conquista
6. La Paz de Carazo
7. San Marcos
8. Santa Teresa